# Gračanica (Republika Serbska, gmina Trnovo)
Gračanica (cyr. Грачаница) – wieś w Bośni i Hercegowinie, w Republice Serbskiej, w mieście Sarajewo Wschodnie, w gminie Trnovo. W 2013 roku liczyła 1 mieszkańca.